# UE-3

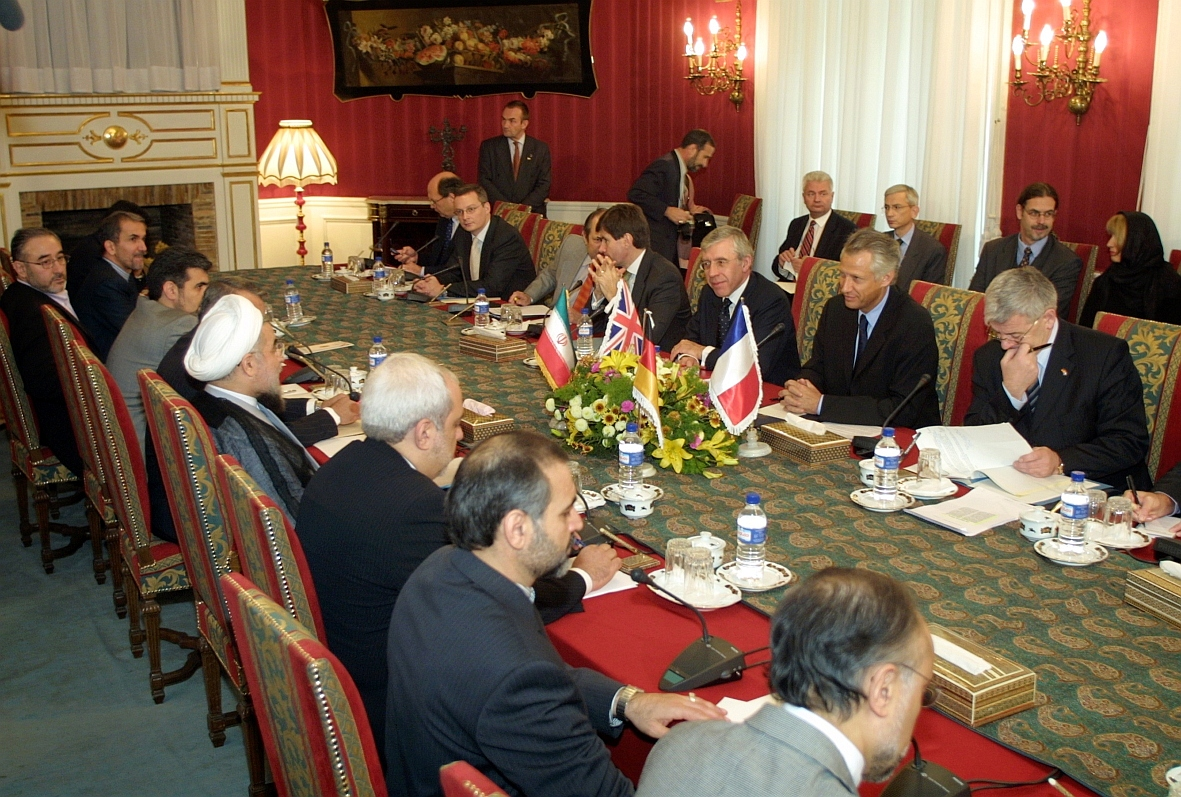
Ministres de l'UE-3 et le négociateur iranien Hassan Rohani, au Palais Sa'dabad, Téhéran, en octobre 2003.

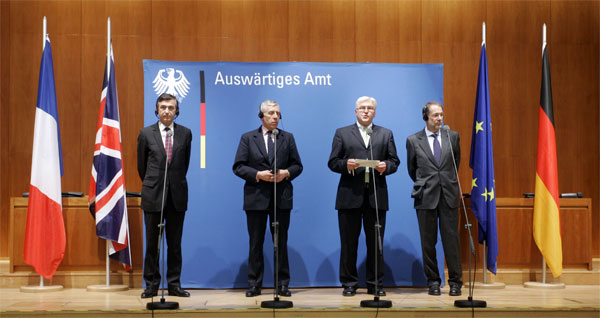
Les ministres des Affaires étrangères de l'UE-3 en 2006.

L'UE Trois (UE-3), ou troïka européenne, est le regroupement informel de l'Allemagne, de la France et du Royaume-Uni, qui étaient les trois pays les plus riches et les plus influents de l'Union européenne. Il est généralement représenté par les ministres des Affaires étrangères français, allemand et britannique.
Le groupe est surtout connu pour son implication dans les négociations sur le programme nucléaire iranien, qui ont conduit à la déclaration de Téhéran du 21 octobre 2003 et l'accord de Paris du 15 novembre 2004,,.
Le sigle UE3+3 désigne le groupe incluant l'UE-3, la Chine, les États-Unis et la Russie. Il a été créé lorsque ces trois États ont rejoint l'Union européenne dans la négociation avec l'Iran en 2006. Aux États-Unis et en Russie, ce groupe est plus connu sous le nom de P5+1 car il rassemble les cinq membres du Conseil de Sécurité des Nations unies avec l'Allemagne en plus.
Après le cinquième élargissement de l'Union européenne en 2004, l'influence de l'UE-3 s'est affaiblie, dans l'Union européenne. Ce groupe agit désormais plutôt au sein du G6.
Malgré le retrait du Royaume-Uni de l'Unon Européenne, l'UE-3 reste défini sur ces trois mêmes pays et continue les négociations autour du programme nucléaire iranien .

## Sources